# La meridiana
La meridiana (en francés: La méridienne) es una película dramática franco-suiza de 1988 dirigida por Jean-François Amiguet. Se proyectó en la sección Un Certain Regard del Festival de Cine de Cannes de 1988. La película fue seleccionada como la entrada suiza a la Mejor Película en Lengua Extranjera en la 61.ª edición de los Premios Óscar, pero no fue nominada.

## Reparto
- Jérôme Anger como François
- Kristin Scott Thomas como Marie
- Sylvie Orcier como Marthe
- Patrice Kerbrat como Dubois, el detective
- Alice de Poncheville como Léa
- Judith Godrèche como Stéphane
- Michel Voïta como Le libraire
- Jean Francois Aupied como narrador
- Véronique Farina como Fleuriste